# René de Saussure
René de Saussure (Genève, 17 maart 1868 - Bern, 2 december 1943) was een Zwitserse esperantist en wiskundige, die artikelen schreef over Esperanto en interlinguïstiek. Hij was een broer van Ferdinand de Saussure, de vader van de moderne linguïstiek.

## Biografie
René de Saussures hoofdwerk was een analyse van de logica van de woordvorming in het Esperanto: Fundamentaj reguloj de la vort-teorio en Esperanto (Basisregels van de woordtheorie in het Esperanto). Deze analyse was een weerwoord op een aantal Idistische kritieken. Belangrijk was zijn principe van 'noodzaak en genoeg' (neceso kaj sufiĉo), waarmee hij de kritiek van Louis Couturat weersprak dat Esperanto niet voldeed aan het principe van de omkeerbaarheid (renversebleco).

### Spesmilo, universele geldeenheid
In 1907 publiceerde René de Saussure zijn project van een universele geldeenheid, de spesmilo, voor, een eenheid die voor de Eerste Wereldoorlog ook werkelijk door enkele Zwitserse en Britse banken werd gebruikt.
In datzelfde jaar, 1907, werd René de Saussure hoofdredacteur van het tijdschrift Internacia Scienca Revuo. Onder zijn leiding floreerde het blad, maar de Saussure, schrijvend onder het pseudoniem Antido, gebruikte het blad meer en meer om te discussiëren over hervormingen van het Esperanto. In 1919 of 1920, had hij een hervormingsvoorstel voor het Esperanto klaar (Antido). In 1921 beschouwde de Saussure zichzelf nog als Esperantist. Pas in september 1925, het jaar van het Universala Kongreso in Genève, liet hij weten dat hij niet langer Esperantist was, maar Nov-Esperantist.
Antido was een taal die veel dichter bij het 'orthodoxe' Esperanto stond dan het Ido. René de Saussure stelde slechts een aantal veranderingen voor in de orthografie en in het systeem van correlatieven, en verder de afschaffing van de accusatief, en enkele wijzigingen in de woordenschat. Maar wegens deze "ketterij" werd hij uit de Akademio de Esperanto gezet, en ook door de Idisten werd hij geweigerd, waardoor hij geheel geïsoleerd raakte. Sommigen menen dat Saussure verkeerd begrepen werd, want zijn Antido-voorstel was – in het begin – geen nieuwe taal zoals het Ido, maar slechts een hervormingsvoorstel gericht aan de Academie.